# 황금의 펜타곤 3
황금의 펜타곤 3은 2015년에 KBS 1TV로 방영된 창업 오디션 텔레비전 프로그램이다.

## 소개
대국민 창업 오디션 황금의 펜타곤 시즌 3가 돌아왔다! 황금의 5각형 안에서 펼쳐지는 치열한 비즈니스 드라마! 획기적인 아이디어, 혁신적인 기술의 각축장. 황금의 펜타곤 시즌 3. 우승 상금 1억 원에 도전하라!

## 방송 시간
| 방송 채널 | 방송 기간                         | 방송 시간                                |
| --------- | --------------------------------- | ---------------------------------------- |
| KBS 1TV   | 2015년 7월 26일 ~ 2015년 9월 6일  | 매주 일요일 저녁 6:00 ~ 7:00 (60분)      |
| KBS 1TV   | 2015년 9월 12일 ~ 2015년 10월 3일 | 매주 토요일 오후 5:10 ~ 저녁 6:00 (50분) |

## 시청률
| 회차 | 방송일          | 시청률     |
| ---- | --------------- | ---------- |
| 1    | 2015년 7월 26일 | 1.7%       |
| 2    | 2015년 8월 2일  | 2.8%(+1.1) |
| 3    | 2015년 8월 9일  | 2.5%(-0.3) |
| 4    | 2015년 8월 16일 | 2.4%(-1.0) |
| 5    | 2015년 8월 23일 | 2.2%(-0.2) |
| 6    | 2015년 8월 30일 | 2.7%(+0.5) |
| 7    | 2015년 9월 6일  | 2.5%(-0.2) |
| 8    | 2015년 9월 12일 | 1.6%(-0.9) |
| 9    | 2015년 9월 19일 | 2.4%(+0.8) |
| 10   | 2015년 10월 3일 | 3%(+0.6)   |